# Lepidosirenidae
De Lepidosirenidae zijn een familie van longvissen die de geslachten Lepidosiren (de Zuid-Amerikaanse longvis) en Protopterus (de Afrikaanse longvis) bevatten. Van beide geslachten werd vroeger gedacht dat ze de verschillende families Lepidosirenidae en Protopteridae binnen de orde Lepidosireniformes vertegenwoordigden, maar een studie uit 2017 die alle post-Devoon longvistaxa analyseerde, vond dat ze beter werden geclassificeerd als verschillende geslachten in een enkele familie.
De familie werd in 1841 benoemd door prins Charles Lucien Bonaparte.
Een klade werd in 2017 gedefinieerd als Lepidosiren en alle taxa nauwer verwant aan Lepidosiren dan aan Gnathorhiza, Neoceratodus, Ferganoceratodus en Sagenodus.
In 2017 werden de volgende niet-ambiguë synapomorfieën aangegeven. De voorkant van het parasfenoïde heeft een holte. Er is geen hiaat tussen de onderkaken. Een processus hyoideus ontbreekt.

## Fylogenie
Hun naaste levende verwanten zijn van de familie Neoceratodontidae, of de Australische longvis, waarbij beide families lid zijn van de onderorde Ceratodontoidei. Hun naaste verwanten in het algemeen zijn echter van de uitgestorven Gnathorhizidae, die een zustergroep vormen voor Lepidosirenidae. De clade die beide families bevat, vormt een zustergroep van de uitgestorven familie Ptychoceratodontidae. De vroegste fossielen van de familie komen uit het Laat-Krijt (Campanien-Maastrichtien) van Soedan, maar fylogenetisch bewijs geeft aan dat de twee geslachten zich aan het begin van het Vroeg-Krijt, rond 145 miljoen jaar geleden splitsten en de familie zelf ontstond tijdens het Laat-Carboon.

## Biologie
Alle longvissen van de orde kunnen en zullen vaak 'overzomeren' (behalve de gevlekte Afrikaanse longvis, die dat maar zelden kan). Alle leden van de orde zijn verplichte ademluchters; alleen de Australische longvis heeft functionerende kieuwen als ze volwassen zijn; leden van de Lepidosirenidae hebben alleen kieuwen als ze larven zijn. De longvissen hebben ook allemaal over het algemeen kleine schubben en twee longen, in tegenstelling tot de enkele long van de Australische longvis.